# Le Boulou
Le Boulou (în catalană El Voló) este o comună în departamentul Pyrénées-Orientales din sudul Franței. În 2009 avea o populație de 5.410 de locuitori.

## Evoluția populației
| An        | 1975  | 1982  | 1990  | 1999  | 2006  | 2009  |
| --------- | ----- | ----- | ----- | ----- | ----- | ----- |
| Populație | 3.709 | 4.292 | 4.436 | 4.428 | 5.066 | 5.410 |